# Егалијер
Егалијер (фр. Eygalières) је насељено место у Француској у региону Прованса-Алпи-Азурна обала, у департману Ушће Роне.
По подацима из 2011. године у општини је живело 1752 становника, а густина насељености је износила 51,57 становника/km².

## Демографија
| 1990. | 2011. |
| ----- | ----- |
| 1.594 | 1.752 |